# Virginia McKenna
Dame Virginia Anne McKenna (Marylebone, 7 giugno 1931) è un'attrice, naturalista e attivista per i diritti degli animali britannica.

## Biografia
Virginia McKenna fu allieva della Central School of Speech and Drama di Londra e nel 1949 fece il suo debutto teatrale al West End con la pièce A Penny for a Song. Successivamente apparve a fianco di John Gielgud nella tragicommedia shakespeariana Il racconto d'inverno, nel ruolo di Perdita. Nel 1952 esordì sugli schermi cinematografici in Father's Doing Fine (1952) e per alcuni anni interpretò personaggi di giovani donne senza scostarsi troppo dall'impostazione vagamente retorica prevalente in quel momento. Continuò al tempo stesso a dedicarsi al teatro, e nella stagione 1954-1955 fece parte della prestigiosa compagnia dell'Old Vic.
Divorziata dall'attore Denholm Elliott dopo un matrimonio durato pochi mesi, dalla metà degli anni cinquanta la McKenna iniziò ad ottenere parti meno convenzionali e più interessanti, come quella di Jean Paget, una dattilografa inglese che viene fatta prigioniera dai giapponesi in Malaysia, al tempo della seconda guerra mondiale, nel film bellico La mia vita comincia in Malesia (1956), accanto a Peter Finch. Il ruolo di Jean Paget consentì alla McKenna di guadagnare un premio BAFTA alla migliore attrice protagonista nel 1956, cui fece seguito un'altra notevole performance nei panni di Henrietta nel dramma storico Il grande amore di Elisabetta Barrett (1957), nel quale ritrovò come partner John Gielgud. L'anno successivo fu nuovamente candidata ai BAFTA per il film di spionaggio Scuola di spie (1958), nel quale interpretò Violette Szabo, agente segreto SOE durante l'ultimo conflitto mondiale, quindi partecipò all'avventuroso I giganti del mare (1959), nel quale ebbe come partner Gary Cooper e Charlton Heston.
Risposatasi nel 1957 con l'attore Bill Travers (dal quale avrà quattro figli), la McKenna si ritirò per un certo periodo dalle scene per dedicarsi alla famiglia. Il suo rientro avvenne nel 1966 con Nata libera (1966), il film d'avventura ambientato in Africa nel quale interpretò il ruolo di Joy Adamson, al fianco del marito Bill Travers nei panni del naturalista e ambientalista George Adamson. La pellicola le valse la candidatura al Golden Globe per la migliore attrice in un film drammatico. La vicenda della leonessa Elsa e l'esperienza maturata nella realizzazione del film e dalla collaborazione con gli Adamson influenzarono la McKenna e Travers, portandoli ad avvicinarsi ai temi della salvaguardia della natura in Africa. La coppia continuò nei decenni successivi a impegnarsi in attività di protezione degli animali selvatici africani e di salvaguardia del loro habitat naturale, fondando nel 1984 l'organizzazione Zoo Check e dando vita nel 1991 alla Born Free Foundation.
La McKenna continuò a recitare, comparendo in film quali Waterloo (1970), nel ruolo della Duchessa di Richmond, e Holocaust 2000 (1977), al fianco di Kirk Douglas, e lavorando regolarmente per la televisione britannica. Da ricordare la sua apparizione sul palcoscenico nella commedia musicale The King and I, accanto a Yul Brynner, che nel 1979 le valse il premio Laurence Olivier Awards quale migliore attrice di musical, e il breve ma incisivo ruolo della madre malata di James Hammerton (John Hannah) in Sliding Doors (1998), con Gwyneth Paltrow.
I meriti artistici e l'intenso impegno profuso nella salvaguardia della natura e in favore dei diritti degli animali valsero nel 2004 all'attrice la nomina a Ufficiale dell'Ordine dell'Impero Britannico e nel 2022 a Dama di Commenda dello stesso ordine. Vedova dal 1994 di Bill Travers, continuò la sua attività sulle scene teatrali e televisive, e nel 2009 pubblicò la propria autobiografia intitolata The Life in My Years.

## Filmografia

### Cinema
- Father's Doing Fine, regia di Henry Cass (1952)
- The Second Mrs. Tanqueray, regia di Dallas Bower (1952)
- Mare crudele (The Cruel Sea), regia di Charles Frend (1953)
- The Oracle, regia di C.M. Pennington-Richards (1953)
- Simba, regia di Brian Desmond Hurst (1955)
- L'ultima vendetta (The Ship That Died of Shame), regia di Basil Dearden (1955)
- La mia vita comincia in Malesia (A Town Like Alice), regia di Jack Lee (1956)
- Il grande amore di Elisabetta Barrett (The Barretts of Wimpole Street), regia di Sidney Franklin (1957)
- La pazza eredità (The Smallest Show on Earth), regia di Basil Dearden (1957)
- Scuola di spie (Carve Her Name with Pride), regia di Lewis Gilbert (1958)
- Passionate Summer, regia di Rudolph Cartier (1958)
- I giganti del mare (The Wreck of the Mary Deare), regia di Michael Anderson (1959)
- Two Living, One Dead, regia di Anthony Asquith (1961)
- Nata libera (Born Free), regia di James Hill (1966)
- Ring of Bright Water, regia di Jack Couffer (1969)
- Waterloo, regia di Sergej Bondarčuk (1970)
- An Elephant Called Slowly, regia di James Hill (1971)
- Swallows and Amazons, regia di Claude Whatham (1974)
- The Gathering Storm, regia di Herbert Wise (1974)
- ...unico indizio, un anello di fumo (The Disappearance), regia di Stuart Cooper (1977)
- Holocaust 2000, regia di Alberto De Martino (1977)
- Extrasensorial (Blood Link), regia di Alberto De Martino (1982)
- Staggered, regia di Martin Clunes (1994)
- Sliding Doors, regia di Peter Howitt (1998)

### Televisione
- The Admirable Crichton, regia di George Schaefer – film TV (1968)
- Peter Pan – film TV (1976)
- Bella e la bestia (Beauty and the Beast), regia di Fielder Cook – film TV (1976)
- Puccini, regia di Tony Palmer – film TV (1984)
- Miss Marple (Agatha Christie's Marple) – serie TV, episodio 1x04 (2005)

## Doppiatrici italiane
- Anna Miserocchi in Mare crudele, Nata libera
- Fiorella Betti in Il grande amore di Elisabetta Barrett, I giganti del mare
- Renata Marini in La mia vita comincia in Malesia, Scuola di spie
- Maria Pia Di Meo in Simba
- Rosetta Calavetta in Waterloo
- Dania Cericola in Christian il leone